# چیئونه سوگیهارا
چیئونه سوگیهارا (انگلیسی: Chiune Sugihara; ۱ ژانویهٔ ۱۹۰۰ – ۳۱ ژوئیهٔ ۱۹۸۶) دیپلمات اهل ژاپن بود.
چیئونه سوگیهارا یک مقام دولتی ژاپنی بود که به عنوان معاون کنسول برای امپراتوری ژاپن در لیتوانی خدمت کرد. در طول جنگ جهانی دوم، سوگیهارا با کمک به حدود شش هزار یهودی آنها را از طریق اخذ روادید عبوری به اروپا به آنجا فرستاد تا آنها بتوانند از طریق سرزمین ژاپن سفر کنند او شغل و زندگی خانوادگی خود را به خطر انداخت تا یهودیان فراری و پناهندگان از لهستان غربی تحت اشغال آلمان و شرق لهستان اشغال شده شوروی و همچنین ساکنان لیتوانی به ژاپن مهاجرت کنند. چند دهه پس از جنگ، در سال ۱۹۸۵، اسرائیل به خاطر قدردانی از سوگیهارا بخاطر فعالیت‌های بشردوستانه‌اش از او به عنوان یکی از درستکاران در میان ملل قدردانی کرد. او تنها ژاپنی است که افتخارات بسیار زیادی در زمینه حقوق بشر دارد.